# 西昌青山机场
西昌青山机场是位于中华人民共和国四川省凉山彝族自治州西昌市的机场，属4D级机场。能起降波音747、安-124运输机、C-130运输机等大型飞机。西昌青山机场海拔1562米，是典型的高原机场。

## 机场情况
1932年，刘文辉在宁属的川康边防军在西昌小庙、会理东坝修建机场。东坝机场建成后废置未用。
1950年3月27日西昌解放，中国人民解放军西昌军事管制委员会接管中航公司驻西昌办事处。1950年10月，军委民航局重庆办事处在西昌小庙机场组建民航西昌站。
三线建设开始后，1964年10月空军派员到西昌踏勘，1965年5月定勘并上报预留位置，认为西昌锅盖梁镇适宜修建大型机场，兼顾战备因素，将该机场列为三线建设项目，由民航总局修建军民合用机场。1967年2月，国家计委批复同意民航总局修建该机场的初步设计，要求在1967年开工，1968年建成。1967年3月，民航成都管理局修建处即组成工程指挥部组织施工，代号为民航总局“三一五”工程。施工任务主要由四川省交通厅第八工程处（后改为三处）6206名职工和空军后勤部第221队担负。1967年4月正式开工建设。1975年4月民航西昌站从小庙机场陆续迁至西昌锅盖梁机场，做开航前的准备工作。1975年5月1日小庙机场关闭，西昌青山机场正式启用，开辟了安24机型执飞的成都—西昌航线。
1987年，为配合西昌卫星发射中心进入国际商业卫星发射市场需要，经国家计委批准，国家拨款1200万元，对机场进行第二次扩建，先后增设超远导航台和盲降系统的下滑台、航向台、全向信标台等设施，安装配备各种先进仪器、仪表及场内特种专业车辆，临时候机室等。1990年2月12日，西昌机场首次起降波音747，同年10月因原有建筑不符合防震要求，西昌机场开始重建候机楼、塔台及办公楼，1992年10月1日建成候机楼:47。1997年3月17日，民航总局同意民航西昌站成建制地划归成都双流国际机场管理；4月10日正式移交双流国际机场，5月12日西昌锅盖梁机场更名为西昌青山机场。同年10月，西昌机场飞行区等级确定为4D:48。
经2010年改扩建后，机场能够满足年旅客吞吐量110万人次、货邮吞吐量4950吨。跑道长度3600m，宽50米，有一条平行滑行道，飞行区等级4D，有一座10000㎡的航站楼，配备3个登机廊桥，7个C类机位的站坪，旧2000㎡航站楼已改造为货运站。
2019年，西昌机场将投入约2亿元实施改扩建。已完成2号通道口、监控系统、排水系统升级改造，机坪可视化系统安装。即将进行机场滑行道、候机楼贵宾室、助航灯光等的改造，新建6个C类顶推机位，为西昌建成国际口岸机场建设奠定基础。
2021年，西昌青山机场完成运输起降17227架次，完成旅客吞吐1595315人次。货运吞吐量为4565吨。2022年夏秋新航季，西昌青山机场航线数量共计35条，通航城市35个。

### 空中交通服务通信设施通信频率
TWR：130.0MHz（118.2MHz）

## 航空公司与航点
2021年夏秋航季
| 航空公司           | 目的地 |
| ------------------ | --- |
| 中國國際航空（CA） | 北京首都、成都、上海浦东(经停成都) |
| 中国东方航空（MU） | 昆明、上海浦东、遵义新舟、宁波(经停遵义新舟)                                                                                           |
| 中国南方航空（CZ） | 广州 |
| 四川航空（3U）     | 成都、西安、昆明、武汉、深圳、银川、绵阳、珠海、郑州、贵阳、南宁、南京、长沙、林芝、温州(经停贵阳)、海口(经停南宁)、北京首都(经停成都) |
| 华夏航空（G5）     | 成都、兰州、贵阳、天津、西双版纳、郑州、衢州(经停贵阳、郑州)、重庆(经停西双版纳)                                                       |
| 多彩贵州航空（GY） | 成都、郑州、贵阳 |
| 成都航空（EU）     | 成都、遵义新舟、延安 |
| 青岛航空（QW）     | 郑州、烟台（经郑州） |
| 厦门航空（MF）     | 重庆、厦门(经停重庆)、杭州(经停重庆)                                                                                                   |

## 空難
- 民國32年駐西昌美國空軍一架B29型轟炸機在返回西昌時發生事故，倉促降落小廟機場，導致跑道下陷，飛機損壞。當時正值機場擴建，在場施工的幾名民工慘遭死難。
- 民國35年8月1日，上午滂沱小雨，自小廟機場起飛至昆明的一架中航班機，起飛半小時後在螺髻山墜毀，機組人員5人，乘客46人，全部遇難。[6]